# Karolina Muchova
Karolina Muchova (Olomouc, Txèquia, 21 d'agost de 1996) és una tennista professional txeca.
En el seu palmarès consta un títol individual del circuit WTA, tot i que el seu millor resultat és haver estat finalista en el Roland Garros l'any 2023. Va arribar a ocupar el vuitè lloc del rànquing individual mundial. Ha format part de l'equip txec de la Billie Jean King Cup.

## Biografia
Filla de l'exfutbolista txec Josef Mucha, té un germà. Va començar a jugar a tennis amb set anys però va practicar diversos esports junt al seu germà, no es va decidir pel tennis definitivament fins al dotze anys.

## Torneigs de Grand Slam

### Individual: 1 (0−1)
| Resultat  | Núm. | Any  | Torneig       | Oponent     | Marcador      |
| --------- | ---- | ---- | ------------- | ----------- | ------------- |
| Finalista | 1.   | 2023 | Roland Garros | Iga Świątek | 2−6, 7−5, 4−6 |

## Palmarès

### Individual: 5 (1−4)
| 2009 − 2020             | Després de 2021 |
| ----------------------- | --------------- |
| Grand Slam (0−1)        |                 |
| WTA Finals (0−0)        |                 |
| Premier Mandatory (0−0) | WTA 1000 (0−1)  |
| Premier 5 (0−0)         | WTA 1000 (0−1)  |
| Premier (0−0)           | WTA 500 (0−0)   |
| International (1−1)     | WTA 250 (0−1)   |

| Títols per superfície |
| --------------------- |
| Dura (1−1)            |
| Gespa (0−0)           |
| Terra batuda (0−3)    |

| Resultat   | Núm. | Data                   | Torneig                  | Superfície   | Oponent       | Marcador         |
| ---------- | ---- | ---------------------- | ------------------------ | ------------ | ------------- | ---------------- |
| Finalista  | 1.   | 4 de maig de 2019      | Praga, Txèquia           | Terra batuda | Jil Teichmann | 6−7(5), 6−3, 4−6 |
| Guanyadora | 1.   | 22 de setembre de 2019 | Seül, Corea del Sud      | Dura         | Magda Linette | 6−1, 6−1         |
| Finalista  | 2.   | 10 de juny de 2023     | Roland Garros, França    | Terra batuda | Iga Świątek   | 2−6, 7−5, 4−6    |
| Finalista  | 3.   | 20 d'agost de 2023     | Cincinnati, Estats Units | Dura         | Coco Gauff    | 3−6, 4−6         |
| Finalista  | 4.   | 21 de juliol de 2024   | Palerm, Itàlia           | Terra batuda | Zheng Qinwen  | 4−6, 6−4, 2−6    |

## Trajectòria

### Individual
| Open d'Austràlia | A   | A   | A   | 1R    | 2R          | SF          | A           | 2R    | A | 0 / 4    | 7 − 4    |
| Roland Garros | A   | A   | Q1  | 2R    | 1R          | 3R          | 3R          | F     |   | 0 / 5    | 11 − 5   |
| Wimbledon | A   | A   | Q2  | QF    | NC          | QF          | 1R          | 1R    |   | 0 / 4    | 8 − 4    |
| US Open | Q1  | A   | 3R  | 3R    | 4R          | 1R          | 1R          | SF    |   | 0 / 6    | 12 − 6   |
| WTA Elite Trophy | A   | A   | A   | SF    | No celebrat | No celebrat | No celebrat | A     |   | 0 / 1    | 2 − 1    |
| Total Victòries−Derrotes | 0−0 | 0−1 | 2−1 | 28−13 | 7−8         | 19−9        | 9−9         | 36−13 |   | 101 – 54 | 101 – 54 |
| Rànquing a final d'any | 208 | 272 | 145 | 21    | 27          | 32          | 149         | 8     |   |          |          |
| Llegenda: G: Guanyadora; F: Finalista; SF: Semifinalista; QF: Quarts de final; Q: Qualificació; A: Absent; RR: Round Robin; |     |     |     |       |             |             |             |       |   |          |          |